# Киклоп (Аристий)
«Киклоп» (др.-греч. Κύκλωψ) — сатировская драма древнегреческого драматурга Аристия, жившего в V веке до н. э. Её текст утрачен за исключением одного небольшого отрывка (фрг. 4 Snell), название связано с одноглазыми великанами из греческой мифологии. Известно, что «Киклопа» и как минимум ещё одну сатировскую драму Аристия, «Керес», эллины считали лучшими образчиками жанра после произведений Эсхила.